# كينيث باول (تنس)
كينيث باول (بالإنجليزية: Kenneth Powell)‏ مواليد 8 أبريل 1885 في لندن - الوفاة 18 فبراير 1915 في بلجيكا، كان لاعب كرة مضرب بريطاني وكان يلعب باليد اليسرى. سبق أن شارك في دورة الألعاب الأولمبية الصيفية ومثل بريطانيا في الألعاب الأولمبية الصيفية 1908 والألعاب الأولمبية الصيفية 1912، كما نافس في بطولة ويمبلدون.

## روابط خارجية
- كينيث باول على موقع الاتحاد الدولي لألعاب القوى (الإنجليزية)
- كينيث باول على موقع رابطة محترفي التنس (الإنجليزية)
- كينيث باول على موقع الاتحاد الدولي لكرة المضرب (الإنجليزية)
- كينيث باول على موقع أرشيف التنس.كوم (الإنجليزية)
- كينيث باول على موقع خلاصة التنس.كوم (الإنجليزية)
- كينيث باول على موقع أوليمبيديا (الإنجليزية)